# Bolesław (prénom polonais)
Pour les articles homonymes, voir Bolesław.
Cet article possède des paronymes, voir Boleslas et Boleslav.
Cette page présente le prénom Bolesław ainsi que ses variantes.
Bolesław est la forme polonaise d'un prénom slave. En tchèque ou en slovaque, il correspond à Boleslav. Sa traduction en français est Boleslas. Sa forme latine est Boleslaus.
Les prénoms similaires en polonais sont Bolebor (pl), Boleczaj (pl), Boleczest (pl), Bolelut (pl), Bolemir (pl) ou Bolemysł (pl).

## Prénom
Le prénom Bolesław est d'origine slave : il est constitué des deux termes bole, qui veut dire « très », et sław, qui se traduit par « gloire ». Il désigne donc par hypocoristique « l'homme très glorieux ». D'autres prénoms finissant en -[s]ław sont Więcesław (pl) et Wacław (pl).
En Pologne, les premières mentions de ce prénom datent du Xe siècle, période des prénoms patronymiques en vieux polonais : Bolesław, Kazimierz, Stanislaw ou Wojciech. Très populaires en Poméranie occidentale, ils sont créés avant la christianisation des peuples slaves (selon Jόzef Bubak, de l’université Jagellonne)

Une étymologie de Bolesław est donnée par Thietmar de Mersebourg dans son Thietmari merseburgiensis episcopi chronicon, écrit dans les années 1012-1018 : 

« Lorsque Milczan arriva au siège de Dziadoszan, Bolesław sortit avec joie pour le rencontrer. Il était appelé « de plus grande gloire » non pas pour ses mérites, mais parce que c'était la signification de son nom . »

Les diminutifs en sont Bolko (autrefois également abrégé en Bosław) et, au XXe siècle et de nos jours, Bolek. Il est notamment utilisé dans la célèbre série d'animation polonaise Bolek et Lolek
La forme féminine de Bolesław la plus habituelle est Bolesława. On peut également rencontrer les formes Bolka et Bosława.

## Nom dynastique
Bolesław est un nom dynastique dans les dynasties polonaise des Piast et tchèque des Přemyslides. On connaît notamment Bolesław Chrobry (Boleslas Ier le Vaillant), premier roi couronné de Pologne, né en 967.
Jusqu'à la dynastie Piast, il était emprunté aux Přemyslides par héritage féminin (nom cognatif). Son dernier représentant Piast est le Piast de Mazovie, Bolesław V (XVe siècle).

## En France
En France, ce prénom polonais est donné à des enfants d'immigrés polonais présents principalement dans les départements du Nord et du Pas-de-Calais, ainsi que dans les Ardennes, terres d'accueil des travailleurs polonais.

## Au cinéma
- Boleslaw drame historique de Gerhard Lamprecht, qui raconte les péripéties de Boleslaw, fils du baron de Schranden dont la mère est polonaise[9]

## Fêtes
Bolesław est fêté en Pologne les 2 mai, 23 juillet, 12 juin et 19 août.

## Bienheureux
- Bolesław Strzelecki prêtre polonais né le 10 juin 1896 à Poniemoniu (Podlaskie) et mort le 2 mai 1941 à Auschwitz

## Quelques personnalités portant ce prénom
- Bolesław Augustis (pl) – photographe
- Bolesław Bierut – homme politique communiste, président de la Pologne en 1945–1952
- Bolesław Borysiuk (pl) – homme politique
- Bolesław Chocha (pl) – général
- Bolesław Ginter (pl) – archéologue
- Bolesław Hryniewiecki – botaniste et pédagogue
- Bolesław Kacewicz (pl) – mathématicien
- Bolesław Kominek – cardinal, metropolite de Wrocław
- Bolesław Kontrym (pl)– agent de renseignement, membre de l'Armée de l'intérieur
- Bolesław Kumor (pl) – prêtre et historien
- Bolesław Leśmian – poète
- Bolesław Limanowski (pl) – homme politique, historien, militant socialiste
- Bolesław Lubosz (pl) – écrivain
- Bolesław Piasecki – homme politique, leader du Mouvement radical national « Falanga »
- Bolesław Piecha – député, ministre
- Bolesław Płotnicki (pl) – acteur
- Bolesław Prus – écrivain (de son vrai nom Aleksander Głowacki)
- Bolesław Roja (pl) – général de l'armée polonaise
- Bolesław Szabelski - compositeur, organiste
- Bolesław Wieniawa-Długoszowski – militaire, homme politique de la Deuxième République polonaise
- Bolesław Wysłouch (pl) – homme politique, sénateur

## Recherche automatique
- Pour l'ensemble des articles sur les personnes portant ce prénom, consulter :
  - la liste des articles dont le titre commence par ce prénom
  - les listes produites par Wikidata : Liste des personnes de prénom « Bolesław » — même liste en incluant les éventuels prénoms composés qui contiennent « Bolesław ».